# Piper multiplinervium
Piper multiplinervium är en pepparväxtart som beskrevs av C. Dc.. Piper multiplinervium ingår i släktet Piper och familjen pepparväxter. Inga underarter finns listade i Catalogue of Life.